# Le nevi del Kilimangiaro (racconto)
Le nevi del Kilimangiaro (The Snows of Kilimanjaro) è un racconto di Ernest Hemingway del 1936.
Ambientato in Africa, assieme a La breve vita felice di Francis Macomber (The Short Happy Life of Francis Macomber), il racconto fu concepito da Hemingway durante il suo safari in Kenya nel 1933 (il viaggio di cui si racconta in Verdi colline d'Africa).
La storia fu adattata per il grande schermo da Henry King nel film omonimo del 1952.

## Storia editoriale
Il racconto fu pubblicato per la prima volta nel numero di settembre 1936 della rivista Cosmopolitan assieme a La breve vita felice di Francis Macomber e poi inserito nel 1938 nell'antologia I quarantanove racconti (The Fifth Column and the First Forty-Nine Stories).
Il racconto venne ripubblicato nell'antologia omonima del 1961 Le nevi del Kilimangiaro (The Snows of Kilimanjaro and other stories); mentre nell'edizione in lingua originale tale raccolta comprendeva 10 racconti, nell'edizione italiana include solo due racconti oltre a Le nevi del Kilimangiaro: La breve vita felice di Francis Macomber e Vecchio al ponte.
I primi due sono entrambi considerati fra le migliori opere di Hemingway.

## Trama
La storia si apre con un paragrafo sul Monte Kilimangiaro, la più alta montagna d'Africa, la cui vetta occidentale viene chiamata "casa di Dio" in lingua Masai. Lì, ci vien detto, giace la carcassa congelata di un leopardo, della quale nessuno sa perché mai si trovi ad un'altitudine così estrema.
Il racconto è centrato sulla fine di un matrimonio. Qui il ruolo tra marito e moglie risulta invertito. Il protagonista e voce narrante è Harry Walden, uno scrittore che sta morendo con una gamba in gangrena nella sua tenda in Africa, durante un safari. È in attesa dell'aereo che lo deve portare in salvo. Alternando momenti di racconto lucido a divagazioni febbrili e oblio, Harry parla con la ricca moglie, che mantiene lui e la famiglia, ma che lui, segretamente, non ama più. Ripercorre e rimugina sugli eventi che ha vissuto nella propria vita, ma sui quali non è riuscito a scrivere e che adesso non potrà più raccontare.
Egli affronta la propria morte, e mentre lo fa ripensa alla propria vita, ormai tramontata, e agli argomenti spinosi che l'hanno segnata. Del blocco della scrittura, che lo aveva perseguitato, Harry dà inizialmente colpa alla moglie, per poi assumersene la responsabilità.

## Filmografia
- Le nevi del Kilimangiaro (The Snows of Kilimanjaro) – film statunitense del 1952 diretto da Henry King
- The Snows of Kilimanjaro – film per la televisione statunitense del 1960 diretto da John Frankenheimer

## Edizioni italiane
- I Quarantanove racconti, traduzione di Giuseppe Trevisani, Torino, Einaudi, 1947.
- in  Romanzi e racconti, traduzione di Vincenzo Mantovani, Milano, Arnoldo Mondadori Editore, 1974. - ora in Tutti i racconti, Collana I Meridiani, Mondadori, 1990; in I Quarantanove racconti, Torino, Einaudi, 1999.